# Jacob Senleches
Jacob Senleches (fl. 1382/1383 à 1395) (aussi nommé Jacob Senlechos ou Jacopinus Selesses) est un compositeur et harpiste franco-flamand de la fin du Moyen Âge. Il appartient au courant de l'ars subtilior.

## Biographie
Selon les sources, Jacob Senleches est né à Saint-Luc près d'Évreux (U. Günther) ou à Senleches (ou Sanlesches) dans le Cambrésis, (A. Tomasello). En 1382, Senleches semble avoir été présent à la cour d'Éléonore d'Aragon, reine de Castille (morte en août 1382), probablement à son service. Dans Fuions de ci, il déplore la mort d'Éléonore et décide de tenter sa chance soit « en Aragon, en France ou en Bretaingne. »
Ensuite, il se trouve au service de Pedro de Luna, cardinal d'Aragon (plus tard antipape Benoît XIII), en tant que harpiste. Des documents conservés indiquent des paiements à un « Sanleches Jaquemin de, juglar de harpe » de la maison royale de Navarre en date du 21 août 1383. Le paiement s'est fait pour que Jacquemin puisse réintégrer le service de « son maître », Pedro de Luna. Une supplication à Benoît XIII, en 1395, enregistre un Jacob de Selesses demandant le bénéfice d'être rattaché à une paroisse dans le diocèse de Cambrai.
Malgré le petit nombre de compositions conservées, Jacob Senleches fait partie des personnalités centrales de l'Ars subtilior. Il a développé de nombreuses innovations dans le rythme et la notation musicale. Les textes traitent principalement de lui-même et de sa carrière.

## Œuvres

### Ballades
- En attendant esperance
- Fuions de ci
- Je me merveil/ J'ay pluseurs fois

### Virelais
- En ce gracieux tamps
- La Harpe de mélodie
- Tel me voit

## Transcriptions
- Corpus mensurabilis musicae Vol. 53 - French Secular Compositions I, Ascribed Compositions (1970)